# Georg Meyer (strzelec)
Georg Herrmann Meyer (ur. 24 grudnia 1868 w Hanowerze, zm. ?) – niemiecki strzelec, olimpijczyk.
Meyer wystąpił na Letnich Igrzyskach Olimpijskich 1912 w dwóch konkurencjach. Indywidualnie uplasował się na 39. miejscu w pistolecie pojedynkowym z 30 metrów, wyprzedzając trzech strzelców. W drużynowym strzelaniu z pistoletu pojedynkowego zajął ostatnią 7. pozycję (słabszy rezultat punktowy osiągnął jedynie jego rodak Heinrich Hoffmann).

## Wyniki

### Igrzyska olimpijskie
| Igrzyska       | Konkurencja                           | Wynik                            | Miejsce | Źródło |
| -------------- | ------------------------------------- | -------------------------------- | ------- | ------ |
| Sztokholm 1912 | Pistolet pojedynkowy, 30 m            | 207 pkt.                         | 39      | [ 1 ]  |
| Sztokholm 1912 | Pistolet pojedynkowy, 30 m, drużynowo | 890 pkt. (druż.) 216 pkt. (ind.) | 7       | [ 2 ]  |